# Anthony Watmough

a Compétitions nationales et continentales officielles uniquement.

b Matchs officiels uniquement.
Anthony Watmough, né le 10 juillet 1983 à Auburn, est un joueur de rugby à XIII australien évoluant au poste de deuxième ou troisième ligne dans les années 2000. Il a commencé sa carrière professionnelle aux Northern Eagles en 2002 avant de la poursuivre aux Manly Sea Eagles en 2003. Titulaire en club, il a pris part au City vs Country Origin du côté de City ainsi qu'au State of Origin avec les New South Wales Blues. Enfin, il est sélectionné en équipe d'Australie pour la coupe du monde 2008 où la sélection termine finaliste et lors du Tournoi des Quatre Nations 2009 en Angleterre et en France.